# 非苏拉赞
非苏拉赞（英语：Fexuprazan，商品名Fexuclue，分子式：C19H17F3N2O3S）是一种治疗胃食道逆流病的药物，它是一种钾离子竞争性酸阻滞剂。
它在韩国和墨西哥已获批使用。